# Tiempo de vida (informática)
El tiempo de vida (en inglés: time to live, abreviado TTL) es un concepto usado en redes de computadores para indicar por cuántos nodos puede pasar un paquete antes de ser descartado por la red o devuelto a su origen.
El TTL forma parte de la cabecera IP con un tamaño de 8 bits. El valor se inicializa en el emisor y tiene la función de ir descontando de un contador una unidad según el datagrama IP viaje de un nodo a otro, por lo que debe de ser recalculado en cada salto.  Si dicho contador llega a cero, descarta el paquete recibido y lo reenvía al destino del que proviene en vez de difundirlo. Este campo de la cabecera IP impide la congestión o sobrecarga en las colas de las líneas de trasmisión, ya que si un paquete está en la cola, el TTL se decrementa también si pasa un largo periodo.
En teoría, en IPv4, el Tiempo de vida es medido en segundos, aunque cada host por el que pase debe reducir el valor del TTL por lo menos en una unidad. En la práctica, el campo TTL es reducido en uno por cada salto que realice. Para reflejar esta práctica, el campo fue renombrado a hop limit en IPv6.
El TTL como tal es un campo en la estructura del paquete del protocolo IP. Sin este campo, paquetes enviados a través de rutas no existentes, o a direcciones erróneas, estarían vagando por la red de manera infinita, utilizando ancho de banda sin una razón positiva. 
En el siguiente enlace pueden verse los valores por defecto para diferentes sistemas operativos del host.